# Kari Lake
Kari Ann Lake (Rock Island, 23 agosto 1969) è una politica e giornalista statunitense, conduttrice della stazione televisiva KSAZ-TV di Phoenix da dove si è dimessa, dopo avervi lavorato per 22 anni, nel marzo 2021. Più tardi, nel giugno 2021, ha annunciato che si sarebbe candidata per il Partito Repubblicano alle elezioni del 2022 per l'incarico di Governatore dell'Arizona. Ha vinto le primarie del partito ma ha poi perso le elezioni a favore di Katie Hobbs.

## Biografia
Lake è nata a Rock Island, Illinois, da Larry A. Lake, insegnante e allenatore di football e basket del Richland Center, Wisconsin, e Sheila A. Lake (nata McGuire), infermiera di Appleton, Wisconsin.
Lake è cresciuta nello Iowa. Si è diplomata alla North Scott Senior High School di Eldridge, Iowa, e poi si è laureata in comunicazione e giornalismo presso l'Università dell'Iowa.

## Carriera giornalistica
Nel maggio 1991, Lake ha iniziato a lavorare presso KWQC-TV a Davenport, Iowa, come stagista mentre frequentava ancora l'Università dell'Iowa. In seguito è diventata assistente di produzione prima di entrare a far parte della WHBF-TV a Rock Island, Illinois, per essere una giornalista quotidiana e giornalista meteorologica del fine settimana nel 1992.  Nell'agosto 1994, Lake è stata assunta da KPNX a Phoenix, in Arizona per essere la conduttrice del tempo del fine settimana. In seguito divenne conduttrice serale al KPNX prima di trasferirsi per lavorare per WNYT ad Albany, New York, nell'estate del 1998, quando sostituì Chris Kapostasy.
Lake è tornata in Arizona nel 1999 ed è diventata una conduttrice serale per KSAZ-TV (Fox 10 Phoenix).  Mentre era a KSAZ, Lake ha intervistato il presidente Barack Obama nel 2016 e il presidente Donald Trump nel 2020.
Nel 2018, si è opposta al movimento Red for Ed, che cercava più finanziamenti per l'istruzione attraverso scioperi e proteste, sostenendo che il movimento era una "grande spinta per legalizzare l'erba"; in seguito si è scusata per la dichiarazione,  affermando di essere "giunta ad una conclusione errata") e, secondo il direttore regionale delle risorse umane della stazione. Le sue dichiarazioni l'hanno resa negli ultimi tempi una figura divisiva tra i colleghi.
Nel marzo 2021, ha annunciato la sua partenza da KSAZ, un giorno dopo che FTVLive, un sito del settore delle notizie televisive, ha pubblicato un video clip di Lake alla Conservative Political Action Conference (CPAC) di Orlando; il sito web si chiedeva se Lake fosse lì come giornalista o come membro di un movimento. Nel giugno 2021 ha annunciato la sua campagna per la carica di governatore.

## Carriera politica

### Cambio di partito
Lake è stata membro del Partito Repubblicano fino al 3 novembre 2006, quando ha cambiato la sua registrazione per diventare indipendente. Si è quindi registrata come democratica il 4 gennaio 2008, il giorno dopo che i caucus presidenziali democratici dell'Iowa erano stati vinti da Obama. Lake è tornata ad essere repubblicana il 31 gennaio 2012. Ha spiegato di aver lasciato il Partito Repubblicano nel 2006 come reazione alle guerre in corso in Iraq e Afghanistan. Aveva sostenuto John Kerry nel 2004 e Barack Obama nel 2008. Ha anche fatto diverse donazioni a candidati presidenziali democratici.  Dopo aver lanciato la sua campagna per la carica di governatore nel 2021, Lake ha citato Donald Trump, Ronald Reagan e il presidente del Partito Repubblicano dell'Arizona Kelli Ward, tutti ex democratici, come precedenti per il suo cambio di partito.

### Corsa governativa nel 2022

#### Primarie repubblicane

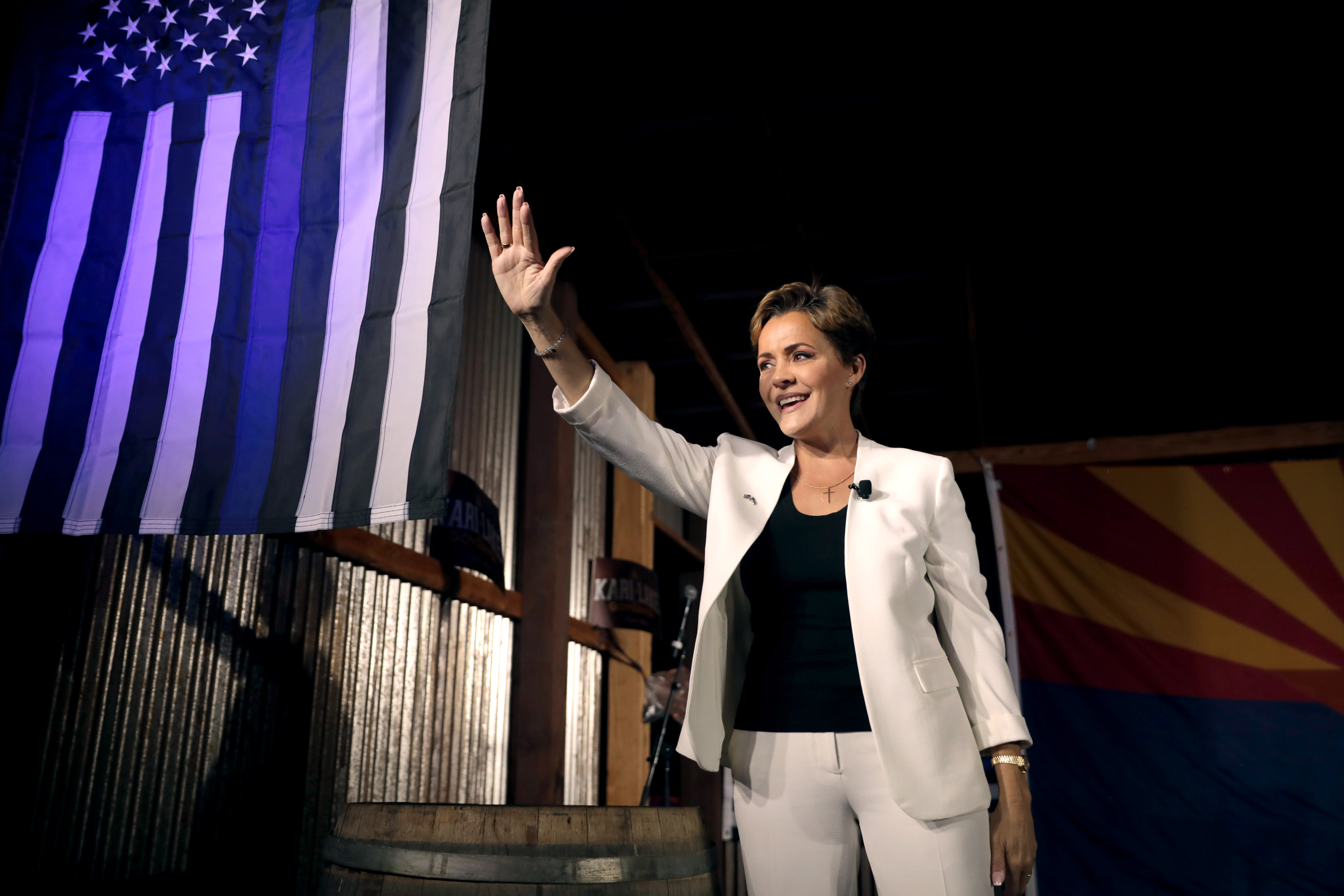
Lake a un evento della campagna elettorale nell'ottobre 2021

Nel giugno 2021 Lake ha presentato i documenti necessari per concorrere alle primarie repubblicane in vista dell'elezione del governatore dell'Arizona nel 2022. Quattro candidati hanno chiesto la nomina repubblicana: Lake; Karrin Taylor Robson, ex promotore immobiliare e membro del Board of Regents dell'Arizona; Paola Tulliani Zen e Scott Neely. Lake e Robson erano i favoriti, leader nei sondaggi e nella raccolta fondi. Un quinto candidato repubblicano, l'ex membro del Congresso Matt Salmon, ha abbandonato la corsa dopo essere rimasto indietro nei sondaggi e ha appoggiato Robson.
Lake ha ricevuto l'approvazione di Donald Trump nel settembre 2021. Le primarie sono state viste come una "battaglia" tra repubblicani allineati con Trump e repubblicani dell'establishment. Robson è stato sostenuto da persone come l'ex vicepresidente Mike Pence, il governatore in carica dell'Arizona Doug Ducey e l'ex governatore del New Jersey Chris Christie.  Entro la fine del 2021, Lake aveva raccolto 1,4 milioni di dollari da 12.000 fonti. Lake ha incentrato la sua campagna sulla promozione dell'affermazione che le elezioni presidenziali del 2020 in Arizona e a livello nazionale erano state "truccate e rubate"; Boris Epsteyn, un'ex aiutante della Casa Bianca di Trump che ha promosso gli sforzi di Trump per ribaltare i risultati elettorali, ha attribuito la sua vittoria alle primarie repubblicane sulla sua partecipazione. Lake ha vinto le primarie repubblicane in Arizona il 2 agosto 2022, arrivando prima in tutte le contee.

### Candidatura a senatrice per l'Arizona
Il 10 ottobre 2023 ha annunciato la sua candidatura per il senato alle elezioni parlamentari del 2024. A luglio ha vinto le primarie repubblicane continuando la sua corsa contro lo sfidante democratico Ruben Gallego. Il 12 novembre, dopo le elezioni, Associated Press certifica la sua sconfitta contro Gallego.

#### Posizioni politiche

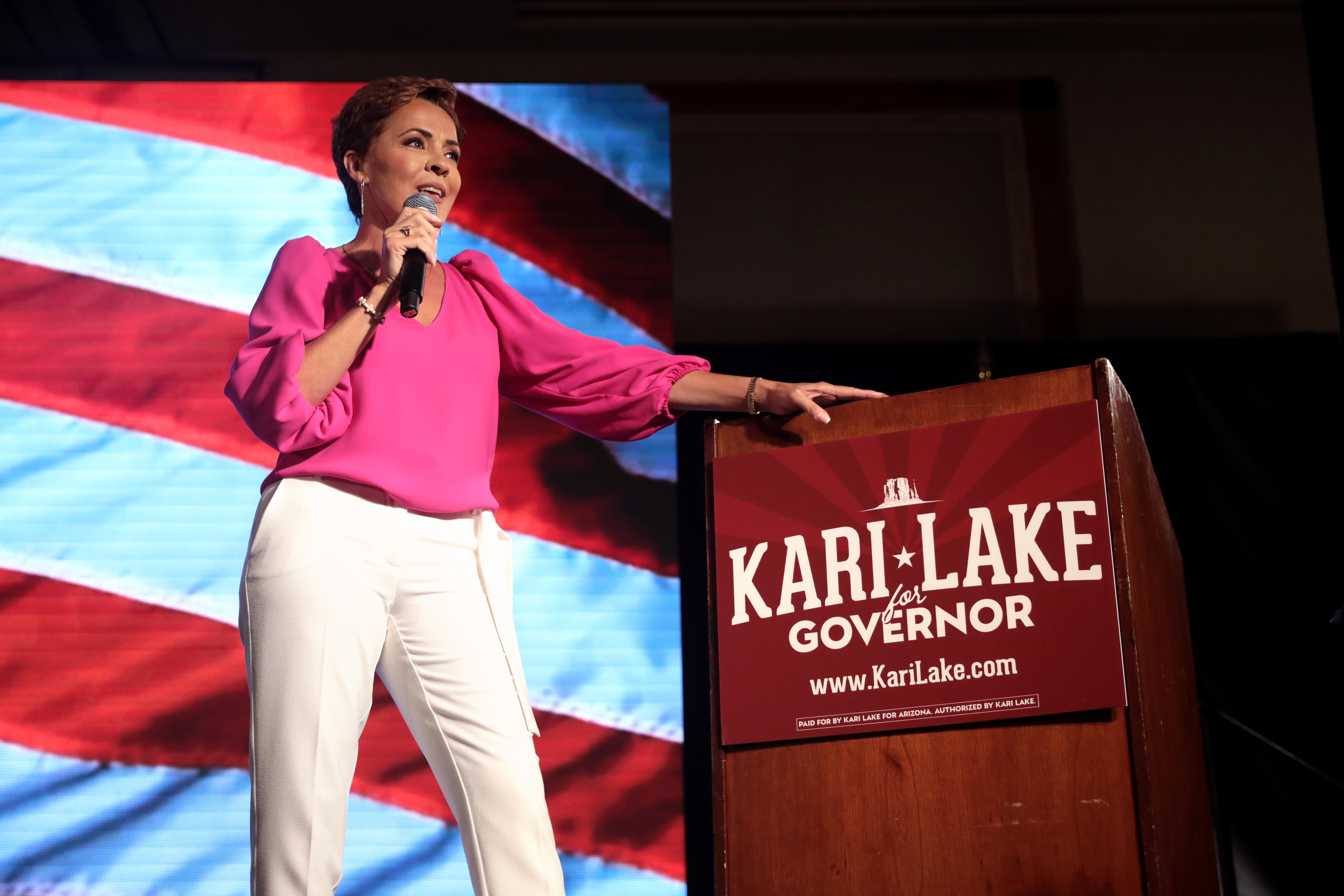
Lake a un evento della campagna elettotrale a Scottsdale (Arizona), luglio 2021

Lake si identifica come una repubblicana conservatrice e si è descritta nel 2022 come una "candidata di Trump". Durante la sua campagna governativa del 2022, ha attirato il sostegno degli estremisti di destra. Ha accusato il presidente Joe Biden e i Democratici di coltivare un "programma demoniaco". Nel 2021 e nel 2022, Lake ha partecipato alla Conservative Political Action Conference (CPAC), un incontro annuale di conservatori e repubblicani, a Orlando.
Lake ha affermato nel 2022 di considerare l'aborto "il peccato ultimo" e ha elogiato la decisione della Corte Suprema in Dobbs v. Jackson Women's Health Organization, che ha ritenuto che non vi fosse alcun diritto federale all'aborto ai sensi della Costituzione degli Stati Uniti. Ha espresso sostegno per il divieto sia degli aborti chirurgici che degli aborti farmacologici in Arizona. In un editoriale per l'Independent Journal Review, Lake ha scritto che come governatrice avrebbe deportato gli immigrati illegali che entrano in Arizona senza chiedere l'approvazione federale e avrebbe completato le parti incompiute del muro di Trump al confine tra Messico e Stati Uniti.
Lake si è opposta alla legislazione per creare tutele non discriminatorie per le persone basate sull'orientamento sessuale e sull'identità di genere e si è opposta ai servizi igienici che ospitano persone transgender. In un'intervista con il giornalista di 60 Minutes Australia Liam Bartlett, Lake ha affermato che gli australiani "non hanno libertà" a causa delle rigide leggi australiane sulle armi; in un tweet di diversi mesi dopo, Lake ha affermato che se fosse stata eletta governatrice, non avrebbe "riconosciuto" le leggi federali sulle armi.

## Vita privata
Lake è sposata con Jeff Halperin dall'agosto 1998. In precedenza era stata sposata con Tracy Finnegan, un ingegnere elettrico. Prima del 2015 si considerava buddista, ma si è convertita al cristianesimo nel 2019.